# Alcalá del Obispo
Alcalá del Obispo è un comune spagnolo di 369 abitanti situato nella comunità autonoma dell'Aragona.

Fa parte della comarca della Hoya de Huesca.